# Сикора, Петр (хоккеист, 1978)
См. также Петр Сикора (родился 19 ноября 1976 года)
Петр Сикора (чеш. Petr Sýkora; 21 декабря 1978, Пардубице, Чехословакия) — профессиональный чешский хоккеист, правый нападающий. Основных успехов в своей карьере добился в составе команды «Пардубице», с которой дважды становился чемпионом чешской Экстралиги. В настоящее время является ассистентом главного тренера «Пардубице». 
За сборную Чехии провел 40 игр, набрал 19 очков (9 шайб + 10 передач). Участник чемпионата мира 2007 года. Его старший брат Михал Сикора, бывший хоккеист клуба НХЛ «Сан-Хосе Шаркс», двукратный чемпион мира в составе сборной Чехии.

## Статистика
```
                                            --- Regular Season ---  ---- Playoffs ----
Season   Team                        Lge    GP    G    A  Pts  PIM  GP   G   A Pts PIM
--------------------------------------------------------------------------------------
1996-97  Pardubice HC                Czech  29    1    3    4    4  --  --  --  --  --
1997-98  Pardubice HC                Czech  39    4    5    9    8   3   0   0   0   0
1998-99  Milwaukee Admirals          IHL    73   14   15   29   50   2   1   1   2   0
1998-99  Nashville Predators         NHL     2    0    0    0    0  --  --  --  --  --
1999-00  Milwaukee Admirals          IHL     3    0    1    1    2  --  --  --  --  --
1999-00  Pardubice HC                Czech  36    7   13   20   49   3   0   0   0   2
2000-01  Pardubice HC                Czech  47   26   18   44   42   7   5   3   8   6
2001-02  Pardubice HC                Czech  32   14    8   22   72   6   1   2   3  26
2002-03  Pardubice HC                Czech  45   18   18   36   86  19   7   7  14  39
2003-04  Pardubice HC                Czech  48   23   23   46   20   7   1   0   1   6
2004-05  Pardubice HC                Czech  43   25   10   35   28  16   3   2   5  33
2005-06  Pardubice HC                Czech  28   11   14   25   46  --  --  --  --  --
2005-06  Washington Capitals         NHL    10    2    2    4    6  --  --  --  --  --
2006-07  Pardubice HC                Czech  50   37   16   53   76  18  12   6  18  22
2007-08  Pardubice HC                Czech  42   23    8   31   38   3   2   0   2   6
2008-09  Davos HC                    NLA    49   23   16   39   20  18   8   3  11   6
2008-09  Davos HC             Spengler Cup   4    0    0    0   27  --  --  --  --  --
2009-10  Pardubice HC                Czech  48   27   15   42   56  13  12   4  16  10
2010-11  Davos HC                    NLA    43   35   15   50   18   9   1   2   3   2
2011-12  Davos HC                    NLA    46   21   28   49    4   4   0   0   0   2
2011-12  Davos HC             Spengler Cup   4    5    0    5    2  --  --  --  --  --
2012-13  Davos HC                    NLA    32   16   12   28   16   7   1   2   3   6
2012-13  Davos HC             Spengler Cup   5    1    3    4    2  --  --  --  --  --
2013-14  Pardubice HC                Czech  19    9    5   14   40  10   5   3   8   0
2013-14  Pardubice HC                ЕТ      6    4    2    6    6  --  --  --  --  --
2014-15  Pardubice HC                Czech  48   26   18   44   50   9   5   3   8   6
2014-15  Pardubice HC                CHL     3    0    2    2    0  --  --  --  --  --
2015-16  Pardubice HC                Czech  47   22   12   34   62   6   3   0   3  14
2015-16  Pardubice HC                CHL     4    0    2    2    0  --  --  --  --  --
2016-17  Pardubice HC                Czech  48   21   14   35   24   7   0   1   1   2
2016-17  Pardubice HC                CHL     4    1    3    4    2  15   5   9  14  14
2017-18  Pardubice HC                Czech  44   16   17   33   30   7   0   1   1   2
2018-19  Pardubice HC                Czech  42    9   10   19   16  14   5   7  12   4
--------------------------------------------------------------------------------------
         NHL Totals                         12    2    2    4    6 
         Czech Extraliga Totals            918  389  278  667  979 
         NLA Totals                        208  106   77  183   74 
         IHL Totals                         78   15   17   32   52 
         Spengler Cup Totals                13    6    3    9   31 
         Champions League Totals            11    1    7    8    2
         European Trophy Totals              6    4    2    6    6
```

## Достижения
- Чемпион Чехии 2005, 2010
- Чемпион Швейцарии 2009, 2011
- Обладатель кубка Шпенглера 2011
- Серебряный призёр чемпионата Чехии 2003, 2007
- Лучший снайпер чемпионата Чехии 2001, 2007, 2015
- Лучший снайпер плей-офф чемпионата Чехии 2007, 2010
- Лучший хоккеист чемпионата Чехии 2007
- Лучший бомбардир плей-офф чемпионата Чехии 2007
- Лучший снайпер чемпионата Швейцарии 2011